# Тролейбус Кордови
Тролейбус Кордови (ісп. Trolebuses de Córdoba) — тролейбусна мережа аргентинського міста Кордова. Одна з трьох діючих тролейбусних мереж Аргентини.

## Історія
У 1980-х роках міська влада вирішила покращити систему громадського транспорту міста, і крім впорядкування автобусних маршрутів було вирішено побудувати в Кордобі тролейбусну мережу. За реалізацію цього проєкту відповідала радянська компанія Техноекспорт яка зобов'язалась не тільки побудувати мережу а і поставити тролейбуси радянського виробництва. Урочисте відкриття мережі сталося у травні 1989 року, відкрили рух тролейбуси ЗіУ-682.

## Маршрути

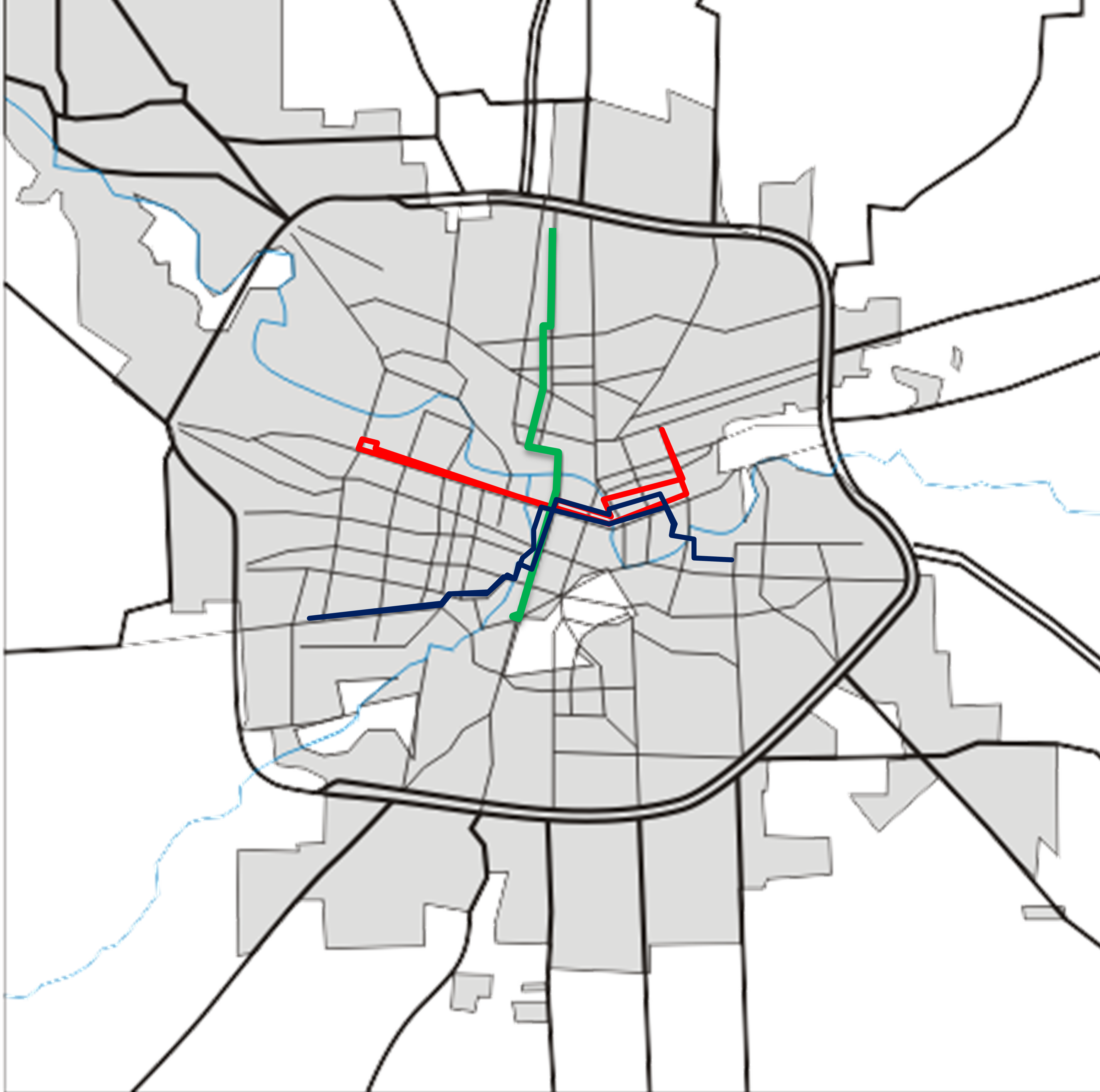
Тролейбусні маршрути Кордови

В місті три постійно діючих маршрута які перетинаються в центрі міста:
- Маршрут А — проходить з півночі на південь, від кварталу Маріано Фрагейру до площі Америка.
- Маршрут В — проходить зі сходу на захід, від кварталу Альто Альберді до кварталу Пуейрредон.
- Маршрут С — проходить з південного заходу на схід, від кварталу Амегіно до площі Лавеллі.

## Рухомий склад
До відкриття системи було придбано 32 тролейбуса ЗіУ-682, у 1990 році надійшло ще 12 зчленованих ЗіУ-683. Станом на 1992 рік в тролейбусному депо було 44 тролейбуса з яких 12 зчленованих. У 2000 році було вирішено придбати декілька тролейбусів Norinco Shenfeng китайського виробництва, але через незадовільну якість вони всі були списані до 2013 року. Щоб трохи оновити рухомий склад у 2015 році було придбано 7 тролейбусів російського виробництва; 5 моделі Тролза «Оптіма» та 2 низькопідлогових «Мегаполіса». Станом на початок 2021 року основу парку досі складають радянські тролейбуси ЗіУ яким вже більш 30 років.

## Галерея

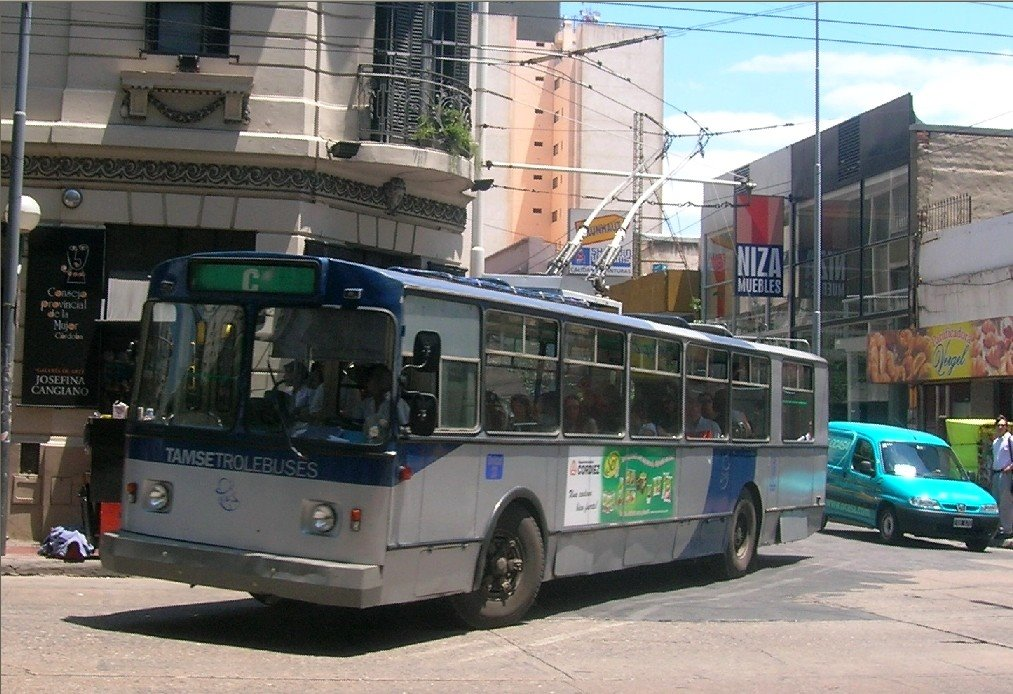
Тролейбус ЗіУ-682 на вулицях міста (2007)
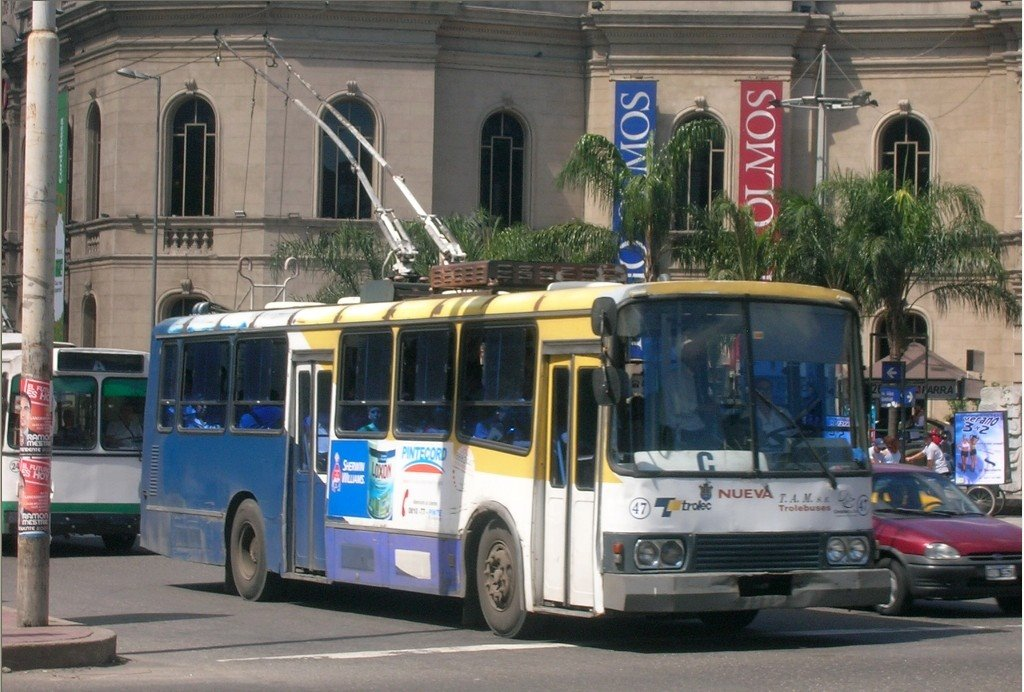
Тролейбуси китайського виробництва (2007)
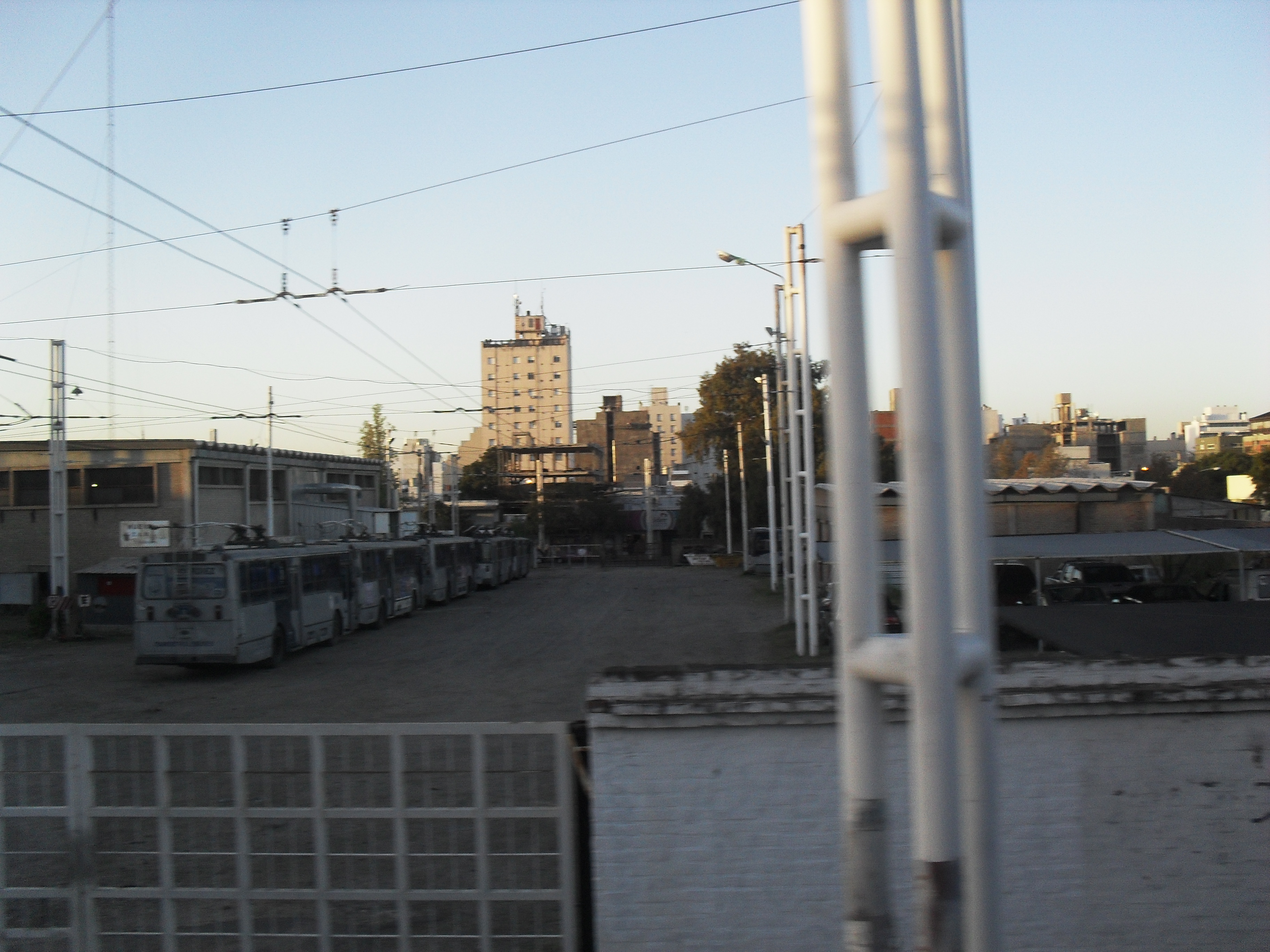
Тролейбуси на території депо (2013)
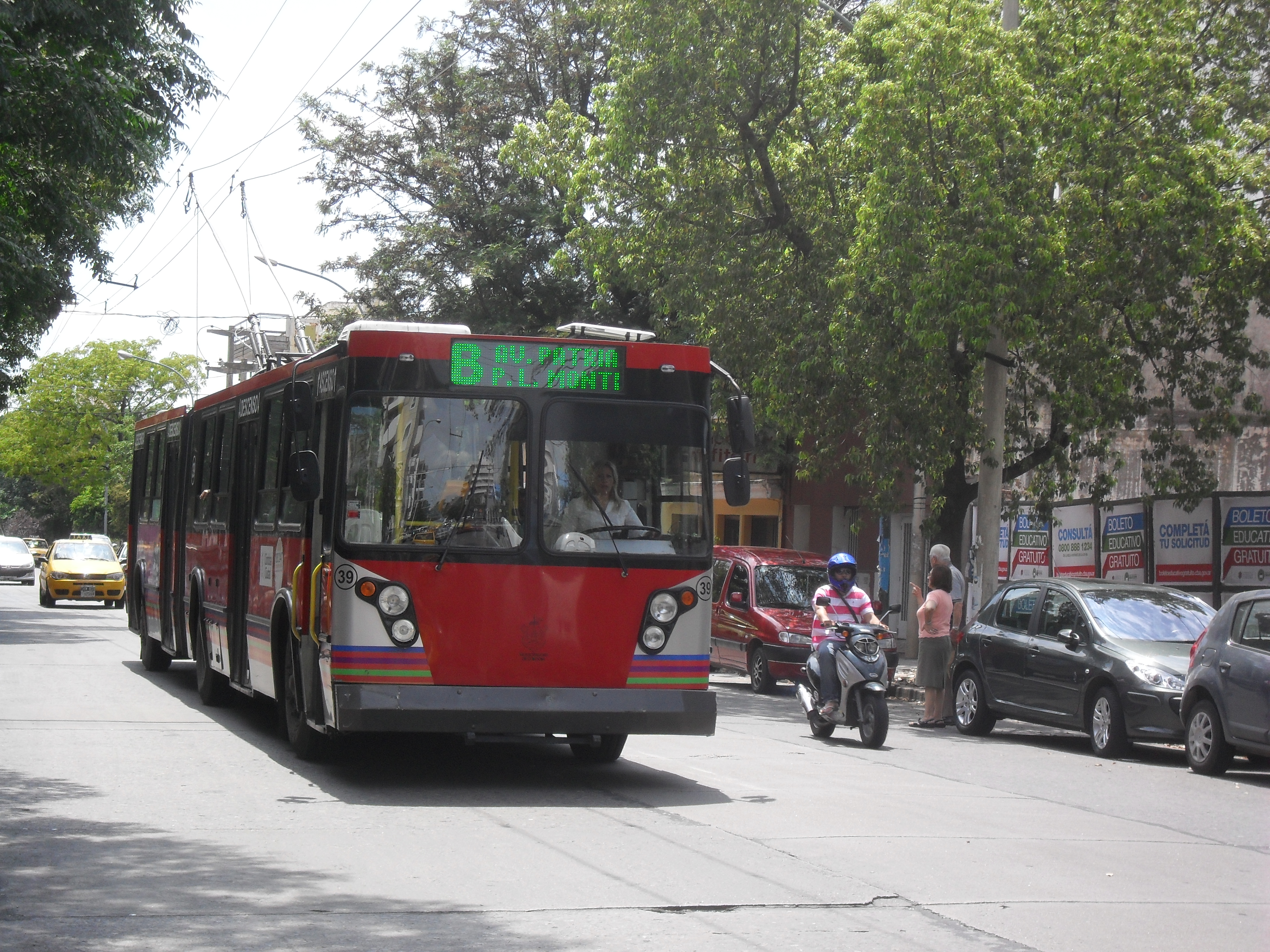
Зчленований тролейбус ЗіУ_683 після модернізації (2011)
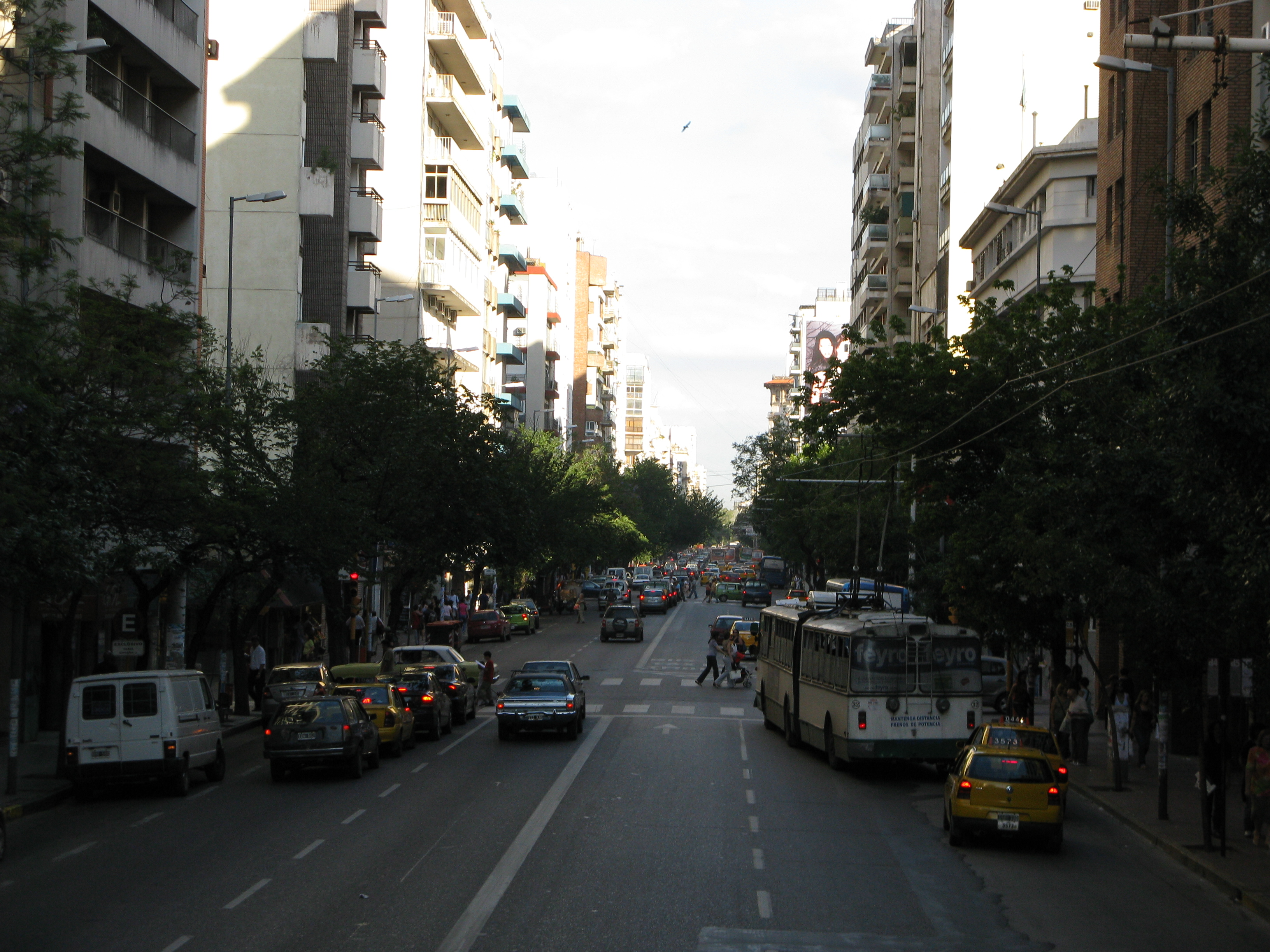
Зчленований тролейбус на одній з центральних вулиць (2009)